# Aspitates baffinensis
Aspitates baffinensis är en fjärilsart som beskrevs av Munroe 1963. Aspitates baffinensis ingår i släktet Aspitates och familjen mätare. Inga underarter finns listade i Catalogue of Life.